# Cayo Crab
El Cayo Crab (en inglés: Crab Cay) se encuentra en Elizabeth Harbor, ubicado a una milla al sureste de Georgetown, en la isla de Gran Exuma, Distrito de Exuma, en las Bahamas. Es uno de los aproximadamente 360 cayos que se encuentran en la cadena de cayos Exuma. La playa se llama playa Cangrejo (Crab Beach) y hay un pueblo pequeño que se llama Village Harour. Crab contiene unas ruinas del siglo XIX. La escritura original en primer lugar fue otorgada a William Walker en 1875 para que el pudiera cultivar algodón en el cayo.